# José Santos Romero
José Santos Romero, más conocido como José Romero o Pepe Romero (Buenos Aires, Argentina, 3 de noviembre de 1951), es un exfutbolista argentino. Jugaba en la posición de mediocampista izquierdo. Estuvo seis años consecutivos como entrenador del Albo, marca que sólo en los últimos tiempos del fútbol argentino superó Blas Giunta.

## Vida personal
Padre de 5 hijos, trabajó veinte años en el Instituto San José Obrero de Caseros, Buenos Aires, como preceptor en una escuela secundaria. Ese trabajo le permitió el contacto con chicos adolescentes. Esa buena relación le permitió aprender muchísimo lo cual después pudo utilizar para el manejo de grupos en el fútbol. Lo que hizo en el colegio lo transportó para entender mejor a los que llegaban con una mentalidad futbolística.

## Trayectoria

### Como jugador
En 1964 llegó a All Boys con tan sólo 12 años de edad. En ese año no lo ficharon porque no había infantiles. Arrancó su carrera como futbolista en el año 1967. El 9 de marzo de 1968, con tan solo 16 años debutaba en el primer equipo de All Boys frente a Excursionistas. En el año 1972 obtiene el ascenso a la Primera División con el club de Floresta, después de conseguir el título de la Primera División B, luego de un reñido campeonato en el que, finalmente, en la última jornada, con un triunfo sobre Estudiantes por 2-0, se lograría la consagración. En aquel año, el equipo era dirigido por José Colorado Paladino.
En el año 1973 jugando contra Estudiantes de La Plata una jugada desafortunada le provoca una hernia de disco en la espalda, y una inyección de vitaminas mal dada hizo que el dolor se extendiera por las piernas lo cual lo dejaría sin jugar casi un año. En 1974 regresa al fútbol después de operarse la espalda. A pesar de ser pretendido por muchos clubes de la Primera División, Pepe Romero se mantuvo durante varios años en su club de origen. Sin embargo, en el año 1976 es transferido a Temperley. Formó parte del plantel que descendió a la Primera División B en 1977, en la última fecha, luego de caer frente a Independiente por 3-0. Luego del descenso, siguió jugando en el club de Lomas de Zamora hasta que quedó libre, luego tuvo un leve paso por Almagro y Almirante Brown. Con casi 30 años vuelve a el albo mentalizado en dirigir las inferiores. Pero el viejo Carlos Pintos lo convenció para ponerse en forma y jugar. Era así que en 1981 se ponía la camiseta del albo para despedirse del fútbol en el club que lo vio nacer, junto con históricos como Ángel Mamberto y Luis Belvedere se retiró de la actividad. Se retiró a los 30 años con 34 goles en 131 partidos jugados.
Junto con Jorge Pereyra, Rubén Peracca, Emmanuel Perea y Mauro Matos fueron los únicos cinco jugadores de All Boys que convirtieron tres goles en un partido de Primera División. Romero los convirtió jugando contra Vélez Sarsfield.

### Como entrenador

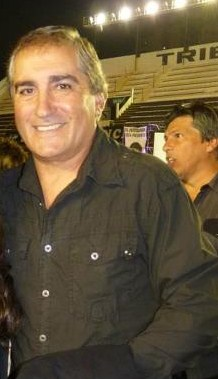
José Santos Romero en 2013.

En 1981 empezó a trabajar en Inferiores, All Boys le dio un lugar, y en 1985 terminó el curso de director técnico así que a partir de ese año comenzó la carrera de entrenador.
José Santos Romero debutó como entrenador de inferiores en 1986, en la Primera División B. Al final de la temporada asumió como entrenador interino del primer equipo de All Boys pero solamente dirigió 4 partidos. Fue reemplazado por "el chango" Juan Carlos Cárdenas.
Años más tarde, dirigió las inferiores de Estudiantes de Caseros, hasta que, finalmente en 1992, asumió como entrenador del primer equipo de Caseros, manteniéndose en el cargo hasta el año siguiente.
En el año 2004 asume como entrenador de All Boys, luego del cargo que dejó Ricardo Zielinski, haciendo dupla junto al veterano José Colorado Paladino. En dicho año deja la institución por problemas con algunos jugadores y regresa a la misma en el 2007, cuando el equipo todavía seguía en Primera B. El 2 de abril del año 2007, luego de la renuncia de Néstor Ferraresi como entrenador por los malos resultados y el mal momento futbolístico, Roberto Bugallo apostó a Pepe Romero. Tras un complicado campeonato en la temporada 2006/07 con el equipo de Floresta, logra ingresar al Torneo Reducido en la última fecha, tras ganarle a Central Córdoba de Rosario por 1-0. Luego de eliminar a Tristán Suárez en cuartos de final, cae frente al club que lo vio nacer como entrenador, Estudiantes (BA) en semifinales, quedando, de esta manera, sin posibilidades de lograr el ascenso a la Primera B Nacional.
Con la llegada de Aníbal Biggeri como ayudante de campo para la temporada 2007/08, logra armar un equipo fuerte en defensa y contundente en ataque. Tal es así que, a tres fechas del final, obtiene su primer título como entrenador con el club del cual es hincha, derrotando a Atlanta por 2-0. La solidez del equipo armado por Pepe Romero quedó marcada en las estadísticas del torneo: finalizó con 85 puntos, 15 más que el segundo, Deportivo Morón; logró 69 goles a favor y solo recibió 29; obtuvo la mayor diferencia de gol, con 40; y no perdió ningún encuentro de local. De esta manera, Romero se transformó en el primer exfutbolista de All Boys que consigue un título como entrenador del Albo.
Continuando al mando de All Boys, logró una aceptable campaña en la temporada 2008/09 en la Primera B Nacional, donde pudo escapar de la promoción en las últimas fechas, finalizando en novena posición con 50 puntos, muy lejos de los primeros cuatro lugares. En la temporada 2009/10, consiguió llevar al club de Floresta a la cuarta posición en la última fecha, tras derrotar a Independiente Rivadavia por 2-0 y aprovechando la sorprendente derrota de Instituto por 0-3, frente a Tiro Federal. De esa manera, obtuvo un lugar en la promoción por el ascenso a Primera División, donde debió enfrentarse a Rosario Central. El encuentro de ida, disputado en el Estadio Islas Malvinas, terminó igualado 1-1, después de empezar ganando con gol de Mauro Matos y finalizar empatando tras un gol de Guillermo Burdisso en la segunda etapa, en tiempo de descuento. A pesar de que todo parecía estar perdido, ya que la vuelta se disputaría de visitante, Pepe Romero consiguió que su equipo diese el gran golpe aquella tarde en Rosario, cuando el Albo lo derrotó por 3-0 en el Estadio Gigante de Arroyito, logrando así el ascenso del club de sus amores a la Primera División, tras 30 años.
La llegada de All Boys a Primera División por segunda vez en su historia, sumado al otro ascenso a la máxima categoría obtenido en 1972 como jugador y al campeonato de 2007/08 en la Primera B, transformó a José Santos Romero en uno de los ídolos más importantes en la historia del club. Y más allá de ello, el objetivo para la temporada 2010/11 era mantener la categoría. Una aceptable campaña en el Apertura 2010, donde se consiguieron 26 puntos, dejó momentáneamente al club fuera de cualquier zona, aunque todo debía resolverse en el siguiente campeonato, el Clausura 2011. Finalmente, tras luchar durante varios meses, Pepe Romero logró que el Albo se salvara de la promoción en la penúltima fecha, luego de ganarle a Gimnasia y Esgrima de La Plata por 1-0 y quedándose así en Primera División por un año más.
El inicio de la temporada 2011/12 fue dura para Pepe Romero y su equipo. En el Apertura 2011, All Boys terminó en zona de promoción, logrando solo 4 triunfos y finalizando con 21 puntos que lo llevaron al decimoquinto puesto de la tabla del torneo, a la espera de un Clausura 2012 en donde se logren revertir los resultados.
Para el Torneo Clausura 2012 el equipo de Pepe quedó en quinto puesto por diferencia de goles con los mismos puntos que Vélez Sarsfield y Boca Juniors y con la valla menos vencida, siendo esta la mejor campaña del club desde su regreso a la máxima categoría.
El 26 de septiembre de 2012 cumplió 2.000 días como entrenador de la institución de Floresta.
En el torneo 2012/13 los resultados no fueron los esperados y por diversos motivos el entrenador decidió abandonar el cargo de entrenador de la institución de Floresta luego de 6 años consecutivos al mando.
En el año 2014 asume como entrenador de Ferro Carril Oeste reemplazando a la dupla técnica integrada por Luis Medero y Claudio Marini que no obtuvieron buenos resultados en la primera parte del torneo de Primera B Nacional.
Al finalizar el torneo abandonó el cargo porque según la Comisión Directiva de Ferro Carril Oeste no hubo acuerdo en los criterios para afrontar el próximo torneo. Pero más allá de eso, Pepe Romero no le encontró la vuelta al equipo ya que en 15 encuentros dirigidos, apenas ganó tres y perdió en siete ocasiones. Incluso tampoco tenía demasiado respaldo por parte del plantel.
El 27 de mayo de 2015, asumió como director técnico de All Boys por cuarta vez luego de 700 días de su último partido dirigido. En su conferencia de prensa, donde dialogó con la gran cantidad de medios periodísticos tanto partidarios como neutrales, se acercaron más de 300 hinchas a saludar al ídolo por su regreso. En la misma se refirió a varios aspectos:

"Trataremos de revertirlo y que All Boys vuelva al lugar que merece (...) Apostaremos a la experiencia de los jugadores".
José Santos Romero

Luego le habló al hincha mencionando:

"El cariño de la gente es increíble, si todos trabajamos juntos las cosas se pueden ir logrando (...) Me gusta trabajar, pero en este club que es en donde nací (...) No me permitía no volver a mi casa".
José Santos Romero

Nuevamente como entrenador de All Boys logró una remontada que Gabriel Perrone nunca pudo conseguir. Romero agarró un equipo sin rumbo y lo motivó, con su capacidad profesional y el conocimiento que el entrenador tiene del club de Floresta, para lograr tres triunfos y un empate en apenas cinco partidos disputados, logrando así salir de los puestos del descenso. Por la fecha 35 de la Primera B Nacional José Romero cumplió 300 partidos como director técnico de la institución. Faltando dos fechas para finalizar el torneo el equipo de Pepe selló su permanencia en la categoría.
Al finalizar el Campeonato de Primera B Nacional 2016-17 tras varias reuniones y acercamientos entre la comisión directiva y el entrenador, José Santos Romero no continuó al frente de la dirección técnica de fútbol profesional de Club Atlético All Boys.
Antes de que comenzara el Campeonato de Primera B Nacional 2017-18 José Romero se transformó en el entrenador de Independiente Rivadavia de Mendoza donde consiguió un solo triunfo en 8 partidos. Más tarde fue reemplazado por su ayudante de campo Pablo De Muner.
En el mes de septiembre de 2019 volvió nuevamente a ser el entrenador de All Boys. El cargo duró hasta mediados del año 2021 debido a que la comisión directiva de aquel entonces decidió que no debía seguir dirigiendo al plantel profesional porque los resultados deportivos no eran los que se pretendían.

## Clubes

### Como jugador
| Club            | País      | Año         |
| --------------- | --------- | ----------- |
| All Boys        | Argentina | 1967 - 1976 |
| Temperley       | Argentina | 1976 - 1977 |
| Almagro         | Argentina | 1977        |
| Almirante Brown | Argentina | 1978        |
| All Boys        | Argentina | 1981        |

### Como entrenador
| Club                  | País      | Año         | Pj  | Pg  | Pe  | Pp  | Efectividad |
| --------------------- | --------- | ----------- | --- | --- | --- | --- | ----------- |
| All Boys (interino)   | Argentina | 1986        | 4   | 1   | 2   | 1   | 41.67%      |
| All Boys (interino)   | Argentina | 1988 - 1989 | 6   | 1   | 3   | 2   | 33.33%      |
| Estudiantes (Caseros) | Argentina | 1992 - 1993 | 13  | 2   | 5   | 6   | 28.21%      |
| All Boys              | Argentina | 2004 - 2005 | 23  | 8   | 10  | 5   | 49.28%      |
| All Boys              | Argentina | 2007 - 2013 | 247 | 104 | 66  | 77  | 51.01%      |
| Ferro                 | Argentina | 2014        | 15  | 3   | 5   | 7   | 31.11%      |
| All Boys              | Argentina | 2015-2017   | 93  | 35  | 23  | 35  | 45.88%      |
| Independiente (Mza.)  | Argentina | 2017        | 8   | 1   | 3   | 4   | 25%         |
| All Boys              | Argentina | 2019-2021   | 39  | 10  | 16  | 13  | 39.32%      |
| Justo José de Urquiza | Argentina | 2022        | 0   | 0   | 0   | 0   | 0%          |
| Total                 | Total     | Total       | 448 | 165 | 133 | 150 | 46.73%      |

## Estadísticas

### Como jugador
| All Boys Argentina                                                           |                     |                     |    |   |   |   |   |     |    |      |   |
| 2.ª                                                                          | 1968                | 8                   | 1  | - | - | - | - | 8   | 1  | 0,12 |   |
| 2.ª                                                                          | 1969                | 14                  | 3  | - | - | - | - | 14  | 3  | 0,21 |   |
| 2.ª                                                                          | 1970                | 12                  | 3  | - | - | - | - | 12  | 3  | 0,25 |   |
| 2.ª                                                                          | 1971                | 23                  | 6  | - | - | - | - | 23  | 6  | 0,26 |   |
| 2.ª                                                                          | 1972                | 27                  | 11 | - | - | - | - | 27  | 11 | 0,4  |   |
| 1.ª                                                                          | 1973                | 25                  | 10 | - | - | - | - | 25  | 10 | 0,4  |   |
| 1.ª                                                                          | 1974                | 4                   | 0  | - | - | - | - | 4   | 0  | 0    |   |
| 1.ª                                                                          | 1975                | 10                  | 0  | - | - | - | - | 10  | 0  | 0    |   |
| 1.ª                                                                          | 1976                | 2                   | 0  | - | - | - | - | 2   | 0  | 0    |   |
| 2.ª                                                                          | 1981                | 6                   | 0  | - | - | - | - | 6   | 0  | 0    |   |
| Total                                                                        | Total               | 131                 | 34 | - | - | - | - | 131 | 34 | 0,26 |   |
| Temperley Argentina                                                          | 1.ª                 | 1976                | ?  | ? | - | - | - | -   | ?  | ?    | ? |
| Temperley Argentina                                                          | 1.ª                 | 1977                | ?  | ? | - | - | - | -   | ?  | ?    | ? |
| Temperley Argentina                                                          | Total               | Total               | ?  | ? | - | - | - | -   | ?  | ?    | ? |
| Almagro Argentina                                                            | 2.ª                 | 1977                | ?  | ? | - | - | - | -   | ?  | ?    | ? |
| Almagro Argentina                                                            | Total               | Total               | ?  | ? | - | - | - | -   | ?  | ?    | ? |
| Almirante Brown Argentina                                                    | 2.ª                 | 1978                | ?  | ? | - | - | - | -   | ?  | ?    | ? |
| Almirante Brown Argentina                                                    | Total               | Total               | ?  | ? | - | - | - | -   | ?  | ?    | ? |
| Total en su carrera                                                          | Total en su carrera | Total en su carrera | ?  | ? | - | - | - | -   | ?  | ?    | ? |
| (1)Incluye Copa Argentina. (2)Incluye Copa Libertadores y Copa Sudamericana. |                     |                     |    |   |   |   |   |     |    |      |   |

### Como entrenador
Actualizado al 22 de julio de 2021:
| Club | Div.  | Temporada  | Liga(1) | Liga(1) | Liga(1) | Liga(1) | Copas Nacionales(2) | Copas Nacionales(2) | Copas Nacionales(2) | Copas Nacionales(2) | Copas Internacionales(3) | Copas Internacionales(3) | Copas Internacionales(3) | Copas Internacionales(3) | Total | Total | Total | Total |
| Club | Div.  | Temporada  | PD      | PG      | PE      | PP      | PD                  | PG                  | PE                  | PP                  | PD                       | PG                       | PE                       | PP                       | PD    | PG    | PE    | PP    |
| --- | ----- | ---------- | ------- | ------- | ------- | ------- | ------------------- | ------------------- | ------------------- | ------------------- | ------------------------ | ------------------------ | ------------------------ | ------------------------ | ----- | ----- | ----- | ----- |
| All Boys Argentina | 2.ª   | 1986(4)    | 4       | 1       | 2       | 1       | -                   | -                   | -                   | -                   | -                        | -                        | -                        | -                        | 4     | 1     | 2     | 1     |
| All Boys Argentina | 3.ª   | 1988-89(4) | 6       | 1       | 3       | 2       | -                   | -                   | -                   | -                   | -                        | -                        | -                        | -                        | 6     | 1     | 3     | 2     |
| All Boys Argentina | 3.ª   | 2004-05    | 23      | 8       | 10      | 5       | -                   | -                   | -                   | -                   | -                        | -                        | -                        | -                        | 23    | 8     | 10    | 5     |
| All Boys Argentina | 3.ª   | 2006-07    | 11      | 5       | 2       | 4       | -                   | -                   | -                   | -                   | -                        | -                        | -                        | -                        | 11    | 5     | 2     | 4     |
| All Boys Argentina | 3.ª   | 2007-08    | 40      | 25      | 10      | 5       | -                   | -                   | -                   | -                   | -                        | -                        | -                        | -                        | 40    | 25    | 10    | 5     |
| All Boys Argentina | 2.ª   | 2008-09    | 38      | 13      | 11      | 14      | -                   | -                   | -                   | -                   | -                        | -                        | -                        | -                        | 38    | 13    | 11    | 14    |
| All Boys Argentina | 2.ª   | 2009-10    | 38      | 20      | 6       | 12      | -                   | -                   | -                   | -                   | -                        | -                        | -                        | -                        | 38    | 20    | 6     | 12    |
| All Boys Argentina | 1.ª   | 2010       | 2       | 1       | 1       | 0       | -                   | -                   | -                   | -                   | -                        | -                        | -                        | -                        | 2     | 1     | 1     | 0     |
| All Boys Argentina | 1.ª   | 2010-11    | 38      | 14      | 9       | 15      | -                   | -                   | -                   | -                   | -                        | -                        | -                        | -                        | 38    | 14    | 9     | 15    |
| All Boys Argentina | 1.ª   | 2011-12    | 38      | 13      | 15      | 10      | 1                   | 0                   | 1                   | 0                   | -                        | -                        | -                        | -                        | 39    | 13    | 16    | 10    |
| All Boys Argentina | 1.ª   | 2012-13    | 38      | 10      | 11      | 17      | 3                   | 3                   | 0                   | 0                   | -                        | -                        | -                        | -                        | 41    | 13    | 11    | 17    |
| All Boys Argentina | 2.ª   | 2015       | 26      | 11      | 6       | 9       | 1                   | 0                   | 0                   | 1                   | -                        | -                        | -                        | -                        | 27    | 11    | 6     | 10    |
| All Boys Argentina | 2.ª   | 2016       | 21      | 7       | 5       | 9       | -                   | -                   | -                   | -                   | -                        | -                        | -                        | -                        | 21    | 7     | 5     | 9     |
| All Boys Argentina | 2.ª   | 2016-17    | 44      | 17      | 11      | 16      | 1                   | 0                   | 1                   | 0                   | -                        | -                        | -                        | -                        | 45    | 17    | 12    | 16    |
| All Boys Argentina | 2.ª   | 2019-20    | 15      | 4       | 6       | 5       | -                   | -                   | -                   | -                   | -                        | -                        | -                        | -                        | 15    | 4     | 6     | 5     |
| All Boys Argentina | 2.ª   | 2020       | 7       | 1       | 4       | 2       | -                   | -                   | -                   | -                   | -                        | -                        | -                        | -                        | 7     | 1     | 4     | 2     |
| All Boys Argentina | 2.ª   | 2021       | 17      | 5       | 6       | 6       | -                   | -                   | -                   | -                   | -                        | -                        | -                        | -                        | 17    | 5     | 6     | 6     |
| All Boys Argentina | Total | Total      | 406     | 156     | 118     | 132     | 6                   | 3                   | 2                   | 1                   | -                        | -                        | -                        | -                        | 412   | 159   | 120   | 133   |
| Estudiantes (Caseros) Argentina | 3.ª   | 1992-93    | 13      | 2       | 5       | 6       | -                   | -                   | -                   | -                   | -                        | -                        | -                        | -                        | 13    | 2     | 5     | 6     |
| Estudiantes (Caseros) Argentina | Total | Total      | 13      | 2       | 5       | 6       | -                   | -                   | -                   | -                   | -                        | -                        | -                        | -                        | 13    | 2     | 5     | 6     |
| Ferro Argentina | 2.ª   | 2014       | 15      | 3       | 5       | 7       | -                   | -                   | -                   | -                   | -                        | -                        | -                        | -                        | 15    | 3     | 5     | 7     |
| Ferro Argentina | Total | Total      | 15      | 3       | 5       | 7       | -                   | -                   | -                   | -                   | -                        | -                        | -                        | -                        | 15    | 3     | 5     | 7     |
| Independiente (Mza.) Argentina | 2.ª   | 2017-18    | 8       | 1       | 3       | 4       | -                   | -                   | -                   | -                   | -                        | -                        | -                        | -                        | 8     | 1     | 3     | 4     |
| Independiente (Mza.) Argentina | Total | Total      | 8       | 1       | 3       | 4       | -                   | -                   | -                   | -                   | -                        | -                        | -                        | -                        | 8     | 1     | 3     | 4     |
| Justo José de Urquiza Argentina | 3.ª   | 2022       | 0       | -       | -       | -       | -                   | -                   | -                   | -                   | -                        | -                        | -                        | -                        | 0     | -     | -     | -     |
| Justo José de Urquiza Argentina | Total | Total      | 0       | -       | -       | -       | -                   | -                   | -                   | -                   | -                        | -                        | -                        | -                        | 0     | -     | -     | -     |
| Total | Total | Total      | 442     | 162     | 131     | 149     | 6                   | 3                   | 2                   | 1                   | -                        | -                        | -                        | -                        | 448   | 165   | 133   | 150   |
| (1)Incluye Campeonatos locales, Liguillas Pre-Libertadores y Play-offs. (2)Incluye Copa Argentina. (3)Incluye Copa Libertadores y Copa Sudamericana. (4)Interino. |       |            |         |         |         |         |                     |                     |                     |                     |                          |                          |                          |                          |       |       |       |       |

## Partidos en los cuales marcó tres o más goles
Actualizado de acuerdo al último partido jugado en el año 1981.
| 1 | 5 de agosto de 1973 | Islas Malvinas, Buenos Aires | All Boys - Vélez Sarsfield | ?' (pen.) · ?' (pen.) · ?' (pen.) | 3 - 1 | Metropolitano 1973 |

## Palmarés

### Como jugador
| Título             | Club     | País      | Año  |
| ------------------ | -------- | --------- | ---- |
| Primera División B | All Boys | Argentina | 1972 |

### Como entrenador
| Título                        | Club     | País      | Año  |
| ----------------------------- | -------- | --------- | ---- |
| Primera B Metropolitana       | All Boys | Argentina | 2008 |
| Ascenso a la Primera División | All Boys | Argentina | 2010 |

## Distinciones individuales

### Premios
| Distinción                               | Año  |
| ---------------------------------------- | ---- |
| Premio Alumni Director Técnico Destacado | 2008 |
| Premio Alumni Director Técnico Destacado | 2010 |
| Premio Alumni Director Técnico Destacado | 2012 |

### Estatua

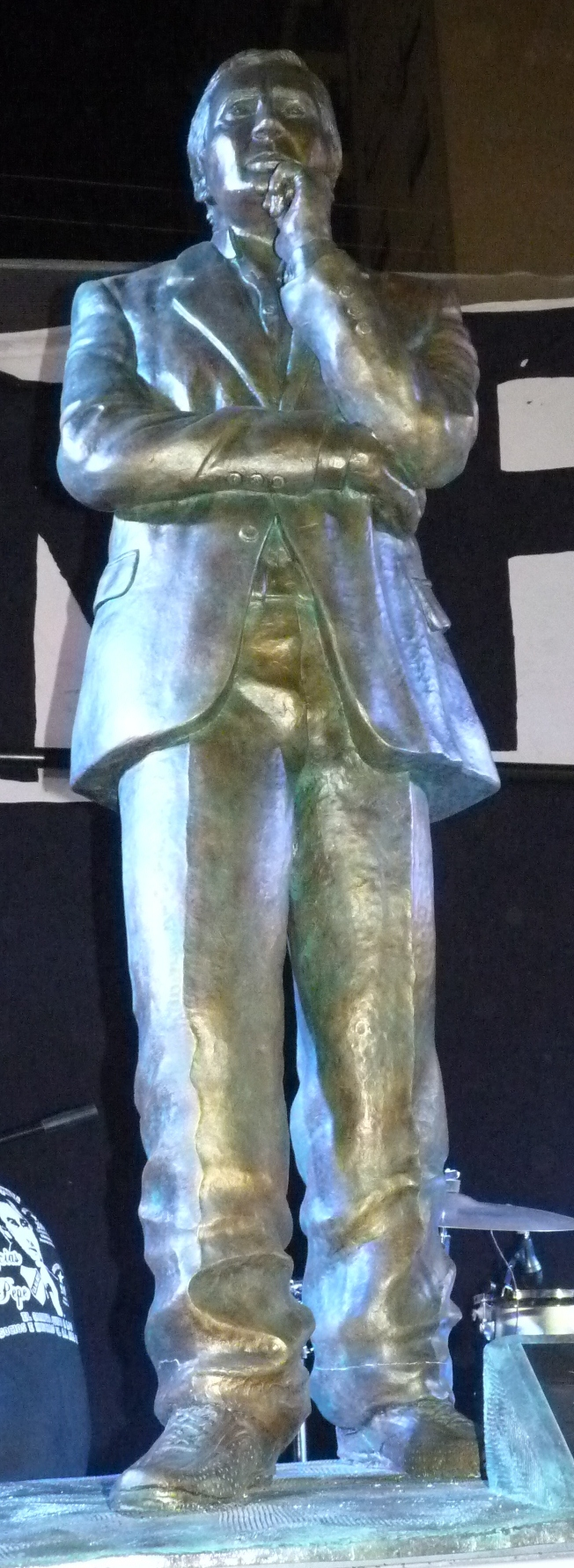
Estatua de Pepe Romero

La idea surgió en junio del 2010. Con ayuda de socios, hinchas y simpatizantes que juntaron bronce para tener un reconocimiento de uno de los máximos ídolos de floresta, se puso en marcha el proyecto que hoy en día tiene como fin mostrar la imagen en el futuro museo del centenario en el Club Atlético All Boys. La misma representa una pose presentada por el DT en la mayoría de los partidos oficiales que dirigió a All Boys. Fue presentada el 8 de diciembre del 2012 en la fiesta de fin de año llamada Gloria Por Siempre.

### Reconocimientos
Unos días después de sacarle el invicto a Newell's Old Boys por la fecha 16 del Torneo Inicial 2012 El Flaco César Luis Menotti destacó al equipo de Floresta y a Pepe Romero refiriéndose al tiempo que llevaba dirigiendo a All Boys comparado a los demás directores técnicos con sus respectivos equipos para dirigir. Reflejó la situación de la siguiente manera: 

"¡Acá hay cada entrenador que porque su equipo tira un centro pareciera que inventaron la pólvora!. Y este muchacho es una cosa increíble (...) Porque el DT no baila, no se deja el pelo muy largo, le gusta el fútbol, le gusta que sus futbolistas jueguen bien."

Por iniciativa de la diputada María Elena Naddeo del Frente Progresista y Popular la Legislatura porteña declaró al exfutbolista y entrenador del Club Atlético All Boys personalidad destacada del deporte. Para la última fecha del Torneo Inicial 2012 se le entregó una plaqueta de reconocimiento en el Estadio Islas Malvinas. La diputada expresó la situación de la siguiente manera:

"Queremos reconocer por su trabajo y trayectoria a José Santos Romero, quién se transformó en uno de los ídolos más importantes en la historia del club del barrio de Floresta. Romero le rinde tributo a la gente de experiencia. Es un buen representante para los técnicos de esa generación."

Más tarde El Cuchu Esteban Cambiasso calificó a José Santos Romero como el Mejor Entrenador del Mundo. El jugador lo manifestó de la siguiente forma:

"En una realidad como la de All Boys, subir dos categorías, seguir en el cargo tantos años y mantener la humildad, y esto te lo digo porque tuve oportunidad de conocerlo personalmente, no es nada fácil. No creo que el mejor técnico sea el que gana todos los títulos o el que tiene a los mejores jugadores. Ojo que es más fácil ser técnico pidiendo jugadores de 70 palos."